# Patinaj artistic la Jocurile Olimpice de iarnă din 1924 - Perechi
Proba de patinaj artistic perechi de la Jocurile Olimpice de iarnă din 1924 de la Chamonix, Franța a avut loc pe 31 ianuarie 1924. Au concurat 9 perechi din 7 țări.

## Rezultate
| Loc | Nume                                  | Țară                       | Total puncte | Locuri |
| --- | ------------------------------------- | -------------------------- | ------------ | ------ |
| 1   | Helene Engelmann / Alfred Berger      | Austria                    | 10,64        | 9      |
| 2   | Ludowika Jakobsson / Walter Jakobsson | Finlanda                   | 10,25        | 18,5   |
| 3   | Andrée Joly / Pierre Brunet           | Franța                     | 9,89         | 22     |
| 4   | Ethel Muckelt / John Page             | Marea Britanie             | 9,93         | 30,5   |
| 5   | Georgette Herbos / Georges Wagemans   | Belgia                     | 8,82         | 37     |
| 6   | Theresa Blanchard / Nathaniel Niles   | Statele Unite ale Americii | 9,07         | 39     |
| 7   | Cecil Smith / Melville Rogers         | Canada                     | 9,11         | 41     |
| 8   | Mildred Richardson / Tyke Richardson  | Marea Britanie             | 7,68         | 57     |
| 9   | Simone Sabouret / Charles Sabouret    | Franța                     | 7,15         | 61     |

Arbitru:
- Charles M. Rotch

Judecători:
- Ernst Herz
- Herbert Yglesias
- J.G. Künzli
- Francis Pigueron
- Josef Fellner
- Louis Magnus
- Edourd Delpy